# 反黑人種族主義
反黑人種族主義是指一些人恐懼、厭惡以及仇視黑人和黑人文化。13世纪中，撒哈拉以南的非洲奴隸被販賣到阿尔及利亚，當地出現了黑人恐惧症。欧洲的黑人恐惧症起源于17世纪。 